# Первушин, Иван Михеевич

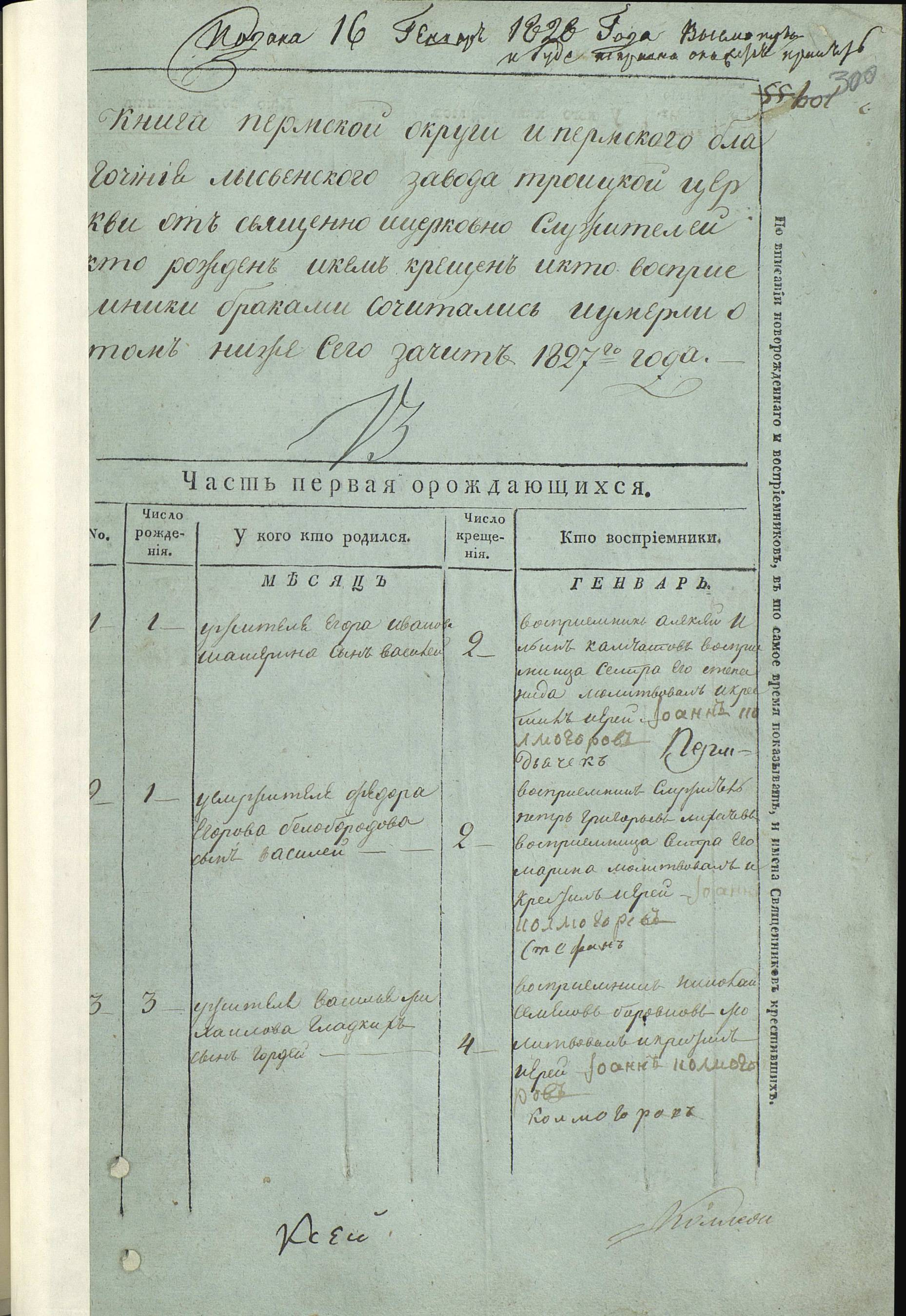
Метрическая книга Троицкой церкви Лысьвенского завода 1827 года (заглавие часть о рождении).

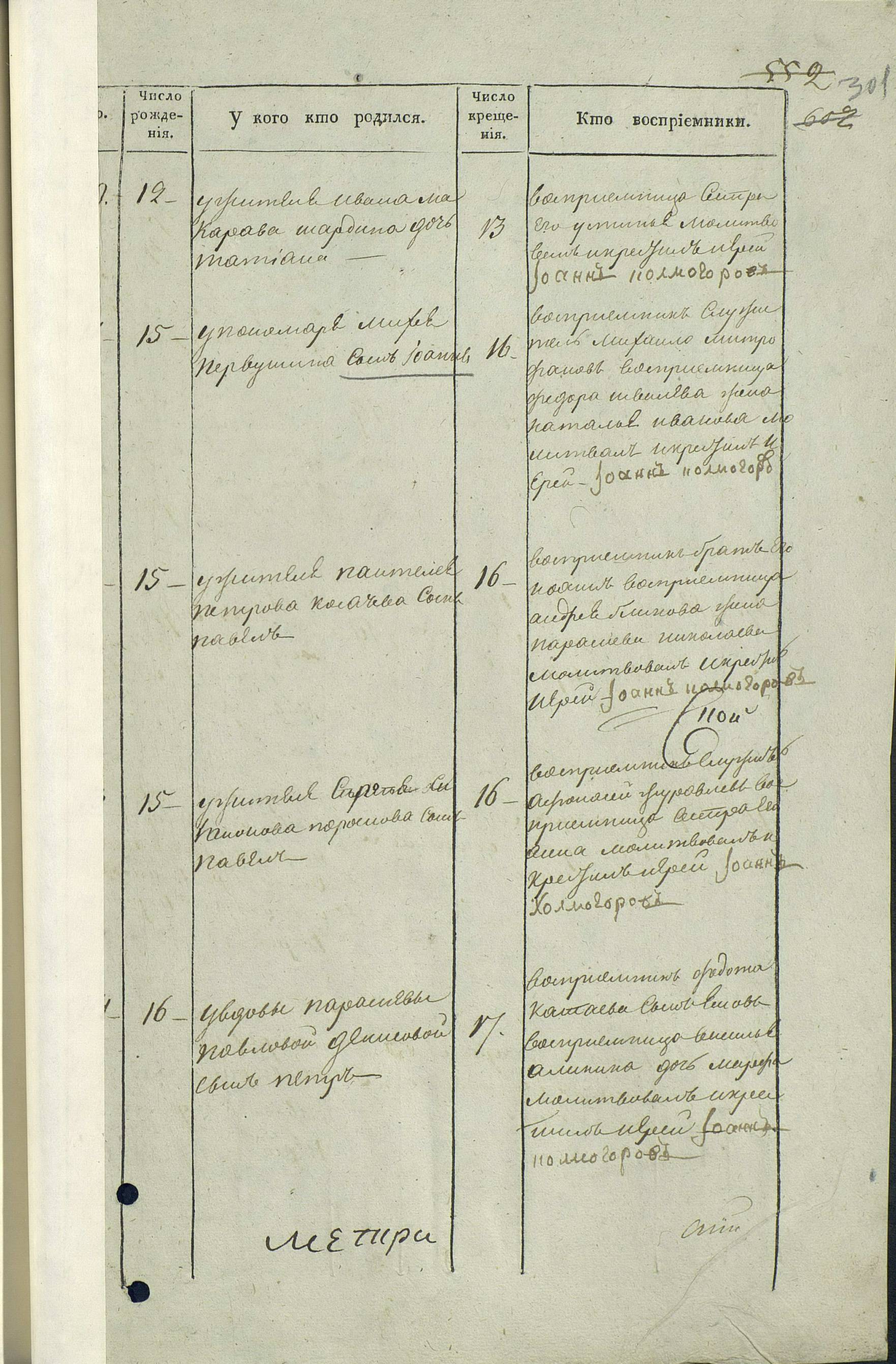
Метрическая книга Троицкой церкви Лысьвенского завода 1827 года (лист с информацией о рождении И. Первушина).

Ива́н Михе́евич Перву́шин (15 [27] января 1827, Лысьвенский завод, Пермская губерния — 17 [30] июня 1900, Мехонское, Пермская губерния) — российский священник и математик, специалист в области теории чисел, кандидат богословия.

## Биография
Иоанн Первушин родился 15 (27) января 1827 года в семье пономаря в Лысьвенском заводе Лысвенской волости Пермского уезда Пермской губернии, ныне город Лысьва — административный центр Лысьвенского городского округа Пермского края.
Был крещён 16 (28) января 1827 года иереем Иоанном Колмогоровым в Троицкой церкви Лысьвенского завода.
В автобиографических заметках Первушина указывается, что он родился в Лысьве, где находился приход его деда Иоанна Иоаннова Первушина, иерея Свято-Троицкого собора: «В Лысьвенском-то заводе я и родился в воскресенье, при отходе обедни, часов в одиннадцать утра, и повит был в дедушкины порты». Однако, по мнению серьёзных исследователей (Г. Р. Шарипова, 2008), упоминание «дедовских портов» является этнографическим иносказанием: посредством этой лёгкой мистификации Иван Михеевич сообщает о решающем влиянии деда на своё духовное и интеллектуальное развитие. Отец Первушина состоял пономарём при церкви в Архангело-Пашийском заводе, поэтому считается, что Первушин родился в Пашии, нынешнего Горнозаводского городского округа Пермского края.
Обучившись дома грамоте, поступил в 1838 году в Пермское духовное училище; в 1842 году был переведён в Пермскую духовную семинарию, которую окончил по первому разряду в 1848 году, затем поступил в Казанскую духовную академию, окончил со званием кандидата богословия. На выпускном экзамене присутствовал академик Пафнутий Львович Чебышёв, который высоко оценил математические способности студента И. Первушина и рекомендовал обратить на него внимание.
По окончании вернулся в Пермскую духовную семинарию преподавать математику (1852—1856).Служил в Свято-Троицкой (Слудской) церкви, ныне Свято-Троицкий кафедральный собор города Перми (с 20 февраля (4 марта)  1854 года по 1 (13) ноября 1856 года).
В 1862 году флигель-адъютантом подполковником Мезенцевым составлен список членов пермско-казанского революционного кружка. В этом списке упоминается имя Ивана Михеевича Первушина — под рубрикой «П» и за № 8 значится: «Первушин, священник в Шадринском уезде Пермской губернии». И приписка: «Сомнительно, чтобы и ныне участвовал». Вероятно, в 1850-х годах Первушин участвовал в нелегальных собраниях. Когда Первушин вёл переписку с Императорской Санкт-Петербургской академией наук, когда нуждался в новейшей литературе, ему ни разу не разрешалась поездка в Санкт-Петербург или в Москву. И когда он стал слепнуть и обратился в Екатеринбургскую духовную консисторию за картой для поездки в Санкт-Петербург или Москву, где были в то время глазные врачи, то жандармское управление не выдало ему паспорта.
С ноября 1856 года служил священником в Знаменской церкви села Замараевского Шадринского уезда Пермской губернии (ныне деревня в Шадринском муниципальном округе Курганской области). На пятнадцатый день после приезда в село Замараево Первушин обратился в сельское управление с просьбой выделить вблизи церкви помещение для училища. Началась длительная бумажная волокита. Вопрос с помещением был решен лишь в 1859 году, когда управление выделило его напротив сельского кабака. В течение месяца Первушин обучал единственного ученика, оказавшегося очень способным, и о его успехах рассказывал крестьянам. В результате в училище привели еще одного мальчика, десятилетнего сироту, а затем другие дети стали просить «неотступно отцов своих свести их в училище». В декабре 1860 года учились уже 12 мальчиков, а в феврале 1861 года пришли учиться две девочки. С большим трудом удалось Ивану Михеевичу уговорить мужиков посещать воскресную школу взрослых. В марте 1861 года обучалось уже 20 детей и около десятка взрослых посещали воскресную школу. Особое внимание он уделял воспитанию девочек, настаивая на том, что женщина — не домохозяйка, а душа семьи: «Да, наконец поднят и многими понят вопрос о положении женщины на Руси. Какое светлое значение получает семья! Какое поле открывается для деятельности и сердца женщины! В женские учебные заведения уже проникла мысль — готовить воспитанниц не для кухни только и бала… Одаренность матери не ограничивается одним питанием детей — нет, — она должна родить в дитяти и понятия, и чувства — нужно духовное рождение». С 25 декабря 1880 года (6 января 1881 года) по 1862 гг. выпускал рукописный журнал «Шадринский вестник» (выпущено 13 номеров), в котором доказывал необходимость народного просвещения. Чаще всего он писал в журнале о жизни духовенства. Это видно даже по заголовкам: «Сказка о попе и мужике», «Грабеж злочинного», «Вымогательство поповское», «Деньголюбивый батька». На одной из страниц журнала Первушин сделал иллюстрацию к анекдоту о том, что тонущего попа можно спасти, показав ему бутылку водки, выплывет. В 1862 году Первушин выпустил также пять номеров газеты «Шадринская местность». Своей просветительской деятельностью о. Иоанн навлек на себя гонения властей. Первушин обратился к местным властям за помощью в организации училища и приобретении всего необходимого. Только начался второй учебный год, как из Шадринска пришло письмо, в котором уездные чиновники от просвещения сообщали о «недостатке средств для содержания школы» и предписание взимать с крестьян на содержание школы «по рублю серебром» с ученика и представлять еженедельные и ежемесячные отчеты о занятиях грамотой. Школа перестала существовать, так как родители запретили детям посещать школу из-за нехватки денег. Помощниками в педагогической работе Первушина были его друзья — общественный деятель, историк Дмитрий Дмитриевич Смышляев и краевед, основатель публичной библиотеки в г. Шадринске Александр Никифорович Зырянов. Они направили в Замараевскую школу азбуки, буквари и наглядные учебные пособия. В январе 1862 года вышел последний, 13-й номер журнала. В 1878 году отправил все номера журнала «Шадринский вестник» в архив Петербургской Академии наук. Оттуда их переслали в Екатеринбург, в Уральское общество любителей естествознания, где они и сохранились.
В Замараевском вёл метеорологические записи для обсерватории Уральского общества любителей естествознания, был корреспондентом периодических изданий, записывал произведения устного поэтического народного творчества.
В сентябре — декабре 1867 года был депутатом окружного училищного съезда по Долматовскому училищному округу от 1-го благочиннического округа Шадринского уезда. {19 ноября (1 декабря)  1879 года избран депутатом училищного съезда от 1-го округа Шадринского уезда на будущее трёхлетие. В 1870—1872, 1879—1881 был гласным уездного земского собрания по Шадринскому уезду от землевладельцев. В июне 1870 избран депутатом по делам судебным и межевым по 1-му округу Шадринского уезда на 1871—1873 годы. В 1877—1882 годах был действительным членом Пермского отделения православного миссионерского общества. В июне 1881 избран депутатом Далматовского духовно-училищного съезда. В июне 1882 избран депутатом 3-го очередного Пермского епархиального съезда и на съезде член комиссии по проверке сумм на епархиальное женское училище.

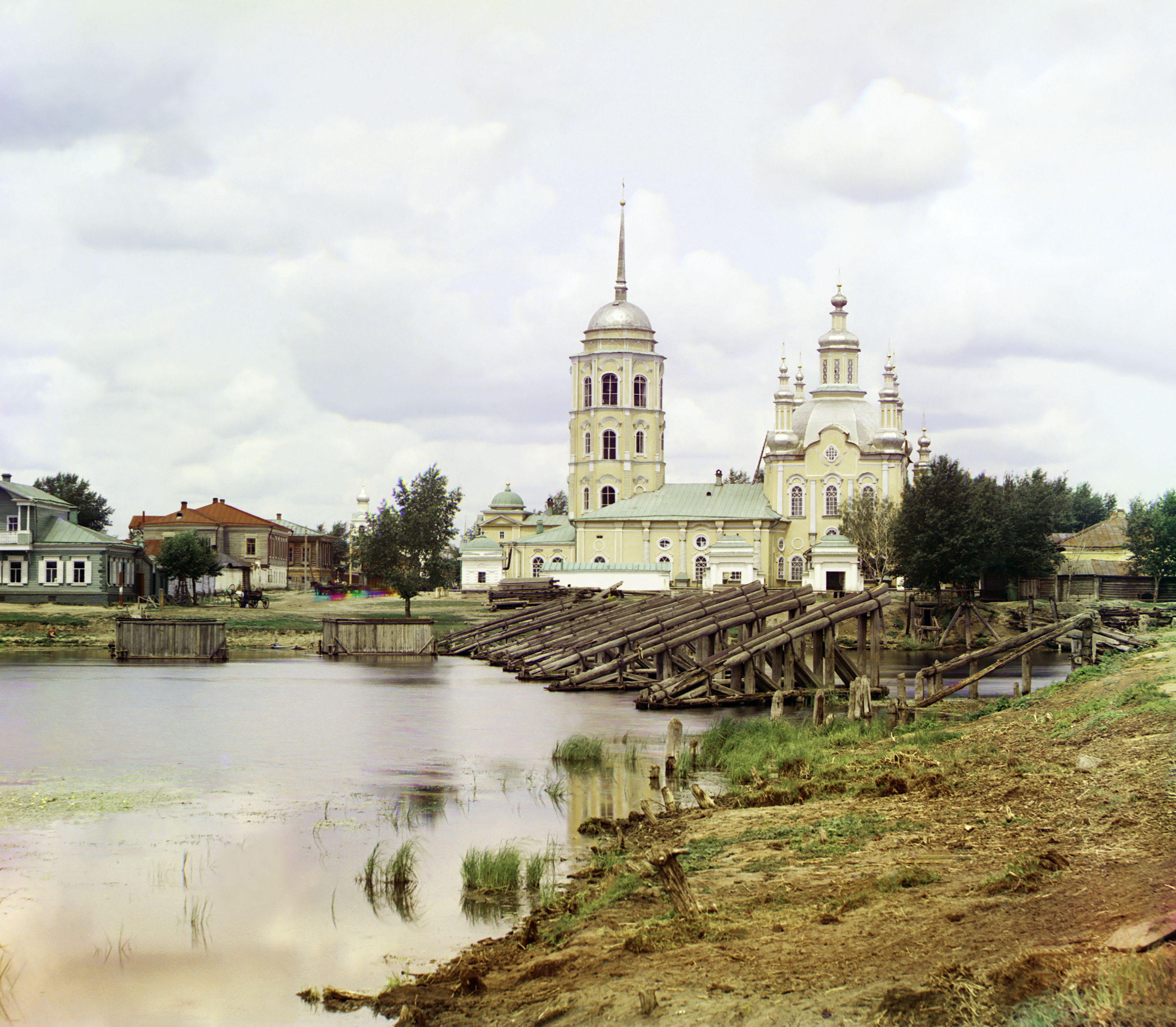
Спасо-Преображенский собор города Шадринска, фото С. М. Прокудина-Горского, 1912 год.

В 1884—1886 годах служил вторым священником в Спасо-Преображенском соборе города Шадринска. За свою заметку «Образовательное значение игральных карт», высмеивающую порядки в Шадринске, 1 (13) ноября 1886 года года переведен за штат. Благодаря заступничеству
Академии наук перед Синодом, И. Первушин не был уволен со службы.
С 9 (21) декабря 1887 года служил священником в Свято-Троицкой церкви села Мехонского Шадринского уезда. Одновременно, в 1897—1898 годах — заведующий тремя школами Мехонского прихода: Малышевской, Мехонской, Дальне-Кубасовской. Первушин просил земское собрание назначить на 1898 год тем же школам «небольшое вспоможение» в размере 50 рублей, а сверх того выделить 55 рублей на поддержание сада, огорода и цветника при Мехонской церковно-приходской школе. Пришкольный участок был благоустроен благодаря организаторским способностям подвижника образования, утверждавшего, что сад, огород и цветник будут служить наглядным пособием при обучении крестьянских детей основам цветоводства, садоводства и огородничества. Однако земское собрание отклонило ходатайство Первушина о выделении дополнительных денег на указанные школы, мотивируя отказ неимением средств.
У Первушина бывали полярный исследователь и писатель Константин Дмитриевич Носилов и основатель Уральского общества любителей естествознания Онисим Егорович Клер.
21 октября (2 ноября)  1888 года во врачебном отделении Пермского губернского правления прошло заседание «для освидетельствования священника Иоанна Михеева Первушина в соответствии умственных способностей…», сохранилось приглашение протоиерею Петро-Павловского собора г. Перми Петру Ярушину на это заседание.
Иван Первушин скончался скончался 17 (30) июня 1900 года в селе Мехонском Мехонской волости Шадринского уезда Пермской губернии, ныне село входит в Шатровский муниципальный округ Курганской области. Был похоронен в церковной ограде. В 1930-е годы храм закрыли, и он служил в качестве зерносклада, склада колхозного инвентаря, а в начале 1950-х был частично разрушен. Имущество храма передали на церковные нужды, уничтожили и могилу Первушина. Вячеслав Павлинович Тимофеев писал в своей книге, что его родной дом в Мехонке находится у могилы Первушина, однако на другой странице этой же книги приведены слова Владимира Павловича Бирюкова (правда, под знаком вопроса), что во время войны могила И. М. Первушина в Мехонке была вскрыта, тело было в сохранности, прах перенесён на общее кладбище. На месте старого кладбища уже давно построены дома, новое кладбище находится на западной окраине села Мехонского Шатровского муниципального округа Курганской области.

## Научная деятельность
В 1877 году и в начале 1878 года он представил в Академию Наук работы, в которых доказывалось, что двенадцатое и двадцать третье число Ферма не являются простыми. А именно он показал, что число {\displaystyle 2^{2^{12}}+1} делится на простое число {\displaystyle 7\cdot 2^{14}+1=114\ 689}, а число {\displaystyle 2^{2^{23}}+1} делится на простое число {\displaystyle 5\cdot 2^{25}+1=167\ 772\ 161}, предварив французского математика Эдуарда Люка́, занимавшегося теми же изысканиями. Академия Наук, в поощрение трудов Первушина, исхлопотала у Святейшего Синода высылки ему математических книг на 190 рублей.

В 1883 году, он доказал, что число {\displaystyle 2^{61}-1=2305843009213693951} является простым, то есть числом Мерсенна. Это число получило название в его честь — число Первушина. Это второе по величине простое число известное на то время (после числа {\displaystyle 2^{127}-1}, найденного Эдуардом Люка́ в 1878 году). Число Первушина позволяет найти девятое совершенное число {\displaystyle 2^{60}(2^{61}-1)}, состоящие из 37 цифр (восьмое совершенное число состоит из 19 цифр).
В 1893 году представил на Математический конгресс в Чикаго заметку «О наилучшей поверке арифметических действий над огромными числами при посредстве делений». Опубликовано в трудах 1-го Международного математического конгресса в Цюрихе.
В 1894 году отправил в Неаполитанскую академию Физико-математического королевского общества свою работу «Об определении количества простых чисел в известных пределах».
В 1896 году написал на французском языке свою последнюю работу «Формулы для приближенного представления простых чисел, их сумм и разностей по номерам этих чисел».
За свои достижения в математике был избран членом-корреспондентом Петербургской, Парижской и Неаполитанской академий наук
Первушин — член Уральского общества любителей естествознания (с 1880), Казанского физико-математического общества (с 1889), Московского математического общества (с 1891).

## Пастырские поучения
Священник Иоанн Первушин автор нескольких пастырских поучений к прихожанам, опубликованных в «Пермских епархиальных ведомостях».
- священник Иоанн Первушин. Слово в неделю сыропустную : Против лености и беспечности в деле спасения (к сельским прихожанам) // Пермские епархиальные ведомости. — Пермь, 1880. — № 10. — С. 95—98.[19]
- священник И.М. Первушин. Слово в неделю Крестопоклонную, к сельским прихожанам : О том, что такое Крест Христов, и в чем состоит поклонение ему // Пермские епархиальные ведомости. — Пермь, 1880. — № 14. — С. 153—158.[20]
- священник Иоанн Первушин. Слово в день Богоявления Господня : О спасительной силе святой богоявленской воды // Пермские епархиальные ведомости. — Пермь, 1881. — № 1. — С. 1—13.[21]
- священник Иоанн Первушин. Поучение к сельским прихожанам в день Крещения Господня // Пермские епархиальные ведомости. — Пермь, 1882. — № 2. — С. 17—20.[22]
- священник Иоанн Михеев Первушин. Поучение к сельским прихожанам в день Сретения Господня // Пермские епархиальные ведомости. — Пермь, 1882. — № 5. — С. 41—43.[23]

## Награды
- Благословение Святейшего Синода, 1 (13) апреля 1878 года, за заслуги по духовному ведомству
- Архипастырское благословение, «на дальнейшее служение в сане священника после совершившегося двадцатипятилетия в священном сане», 11 (23) сентября 1879 года
- Право ношения набедренника
- Право ношения камилавки, 20 апреля (2 мая)  1880 года
- Право ношения наперсного креста
- Синод подарил математическую литературу на сумму 190 рублей.

## Память
- Улица Первушина в городе Шадринске Курганской области.
- Дом, в котором жил И. М. Первушин в городе Шадринске — объект историко-культурного значения регионального значения, внесён в Постановление Администрации (Правительства) Курганской области «Об утверждении границ зоны охраны объектов культурного наследия и включении объектов культурного наследия г. Щадринска в Государственный реестр объектов национального и культурного достояния Курганской области» № 81 от 09.04.2003 года, на доме установлена мемориальная доска, ул. Пионерская, 52 — 56°04′41″ с. ш. 63°38′27″ в. д.HGЯO[24].
- Мемориальная доска на церкви в честь иконы Пресвятой Богородицы «Знамение», где он служил в 1856—1884 годах, Курганская область, Шадринский муниципальный округ, деревня Замараевское — 56°09′38″ с. ш. 63°15′51″ в. д.HGЯO[25]
- Мемориальная доска на здании кинотеатра «Спутник», построеном на месте, где ранее стояла церковь Живоначальной Троицы, где он служил в 1887—1900 годах, открыта в 2001 году по инициативе Мехонской партийной организации КПРФ, Курганская область, Шатровский муниципальный округ, село Мехонское, ул. Красных Уральцев, 15 — 56°09′35″ с. ш. 64°34′34″ в. д.HGЯO

## Семья
- Отец — Михей Иванович Первушин (14 (26) августа 1808 года — 18 (30) января 1868 года), диакон Свято-Троицкой церкви Архангело-Пашийского завода.
  - Дед Иван Иванов Первушин (26 сентября (7 октября)  1773 года — 17 (29) апреля 1847 года), священник Свято-Троицкой церкви Лысьвенского завода, бабушка Стефанида Филиппова (11 (22) ноября 1770 года — 16 (28) марта 1851 года, Архангело-Пашийский завод), крестьянская дочь. Прпапрадед Петр Семенов Первушин (1706 — после 1782), в 1782 году — заштатный дьячок, Чусовское экономическое село[26].
- Мать — Параскева Афанасьевна (род. 28 октября (9 ноября)  1806 года). Дочь священника. После смерти мужа жила с дочерью в Нижне-Туринском заводе. У Михея и Параскевы было 16 детей, из них 8 мальчиков (двое умерли при рождении). Старшим ребенком был Иван.
- Братья и сёстры:
  - Василий (30 января (11 февраля)  1828 года — 18 (30) мая 1898 года, священник Крестовоздвиженской церкви с. Золотые Промыслы, затем Николаевской церкви с. Кольцово Пермского уезда)
  - Таисия (7 (19) мая 1829 года — ?)
  - Пульхерия (7 (19) августа 1830 года — ?, муж Беневольский Иван Иванович, пономарь Свято-Троицкой единоверческой церкви Иргинского завода
  - Николай (1 (13) марта 1832 года — после 1903), священник в с. Барневском Шадринского уезда
  - Мария (11 (23) февраля 1834 года — ?)
  - Алексей (11 (23) февраля 1836 года — ?), священник в с. Мехонском Шадринского уезда
  - Анна (1 (13) февраля 1838 года — ?)
  - Михаил (13 (25) октября 1839 года — 9 (21) мая 1891 года, священник, заведующий вакцинационным заведением при Вольном экономическом обществе России),
  - Евдокия (21 февраля (5 марта)  1841 года — ?), муж с 24 апреля (6 мая)  1859 года, Карисов Петр Павлович, служитель Архангело-Пашийского завода
  - Елисавета (24 августа (5 сентября)  1842 года — ?)
  - Павла (7 (19) февраля 1844 года — ?)
  - Прокопий (1 (13) июля 1845 года — 1914, Пенза), старший ревизор Пермской контрольной палаты, коллежский асессор. Жена Алла Васильева Паркачева, дочь старшего лекарского ученика Василия Афанасьева Паркачева.
  - Александра (19 апреля (1 мая)  1847 года — ?)
  - Александр (29 марта (10 апреля)  1849 года — ?)
  - Павел (30 мая (11 июня)  1851 года — март 1852).
- Жена — Первушина (Пьянкова) Александра Васильевна (5 (17) марта 1836 года, г. Оса — до 1884, с. Замараевское). Бракосочетание состоялось 5 (17) февраля 1854 года, дочь протоирея города Осы Василия Георгиевича Пьянкова (1809 или 1810 — 10 (22) января 1869 года).
- Сын — Первушин Павел Иванович (1855 — 2 (14) июня 1855 года), прожил 5 месяцев
- Сын — Первушин Георгий Иванович (род. 14 (26) апреля 1856 года — 1856).
- Дочь — Пожаржицкая (Первушина) Вера Ивановна, преподавала в Замараевском женском училище (1872), её муж Иван Осипович Пожаржицкий (ум. в 1897), землемер в Шадринском уезде.
- Дочь — Первушина Александра Ивановна
- Дочь — Первушина Софья Ивановна, училась в частном пансионе в г. Екатеринбурге, позднее — учительница